# 메론소다

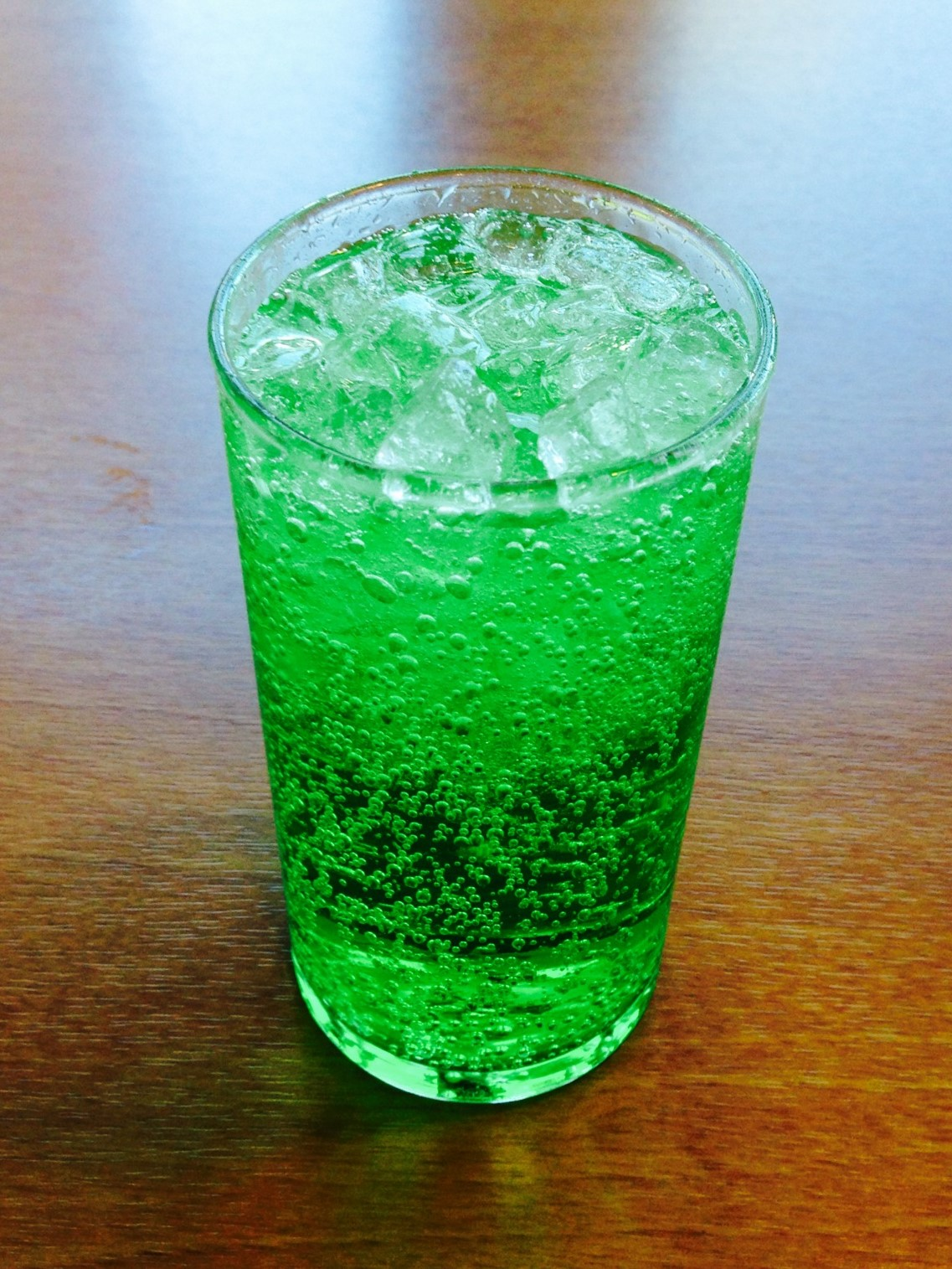

메론소다(일본어: メロンソーダ)는 일본에서 많이 먹는 탄산음료의 일종이다. 탄산수를 식용색소로 녹색 물을 들이고, 감미료로 단맛을 낸 것이다.
멜론 색깔을 연상시키는 녹색을 띠고 있지만, 실제 멜론 과즙이 사용되는 경우는 거의 없다. 그 맛은 향료, 구연산, 사과산 등의 산미료로 합성된 것이다.